# Comuneros de Los Andes
La insurrección de los comuneros de Venezuela fue un movimiento revolucionario que buscaba liberar de los impuestos decretados por el intendente general José Abalos que apoyaba el monopolio comercial de la Real Compañía Guipuzcoana. Desarrollado en los Andes venezolanos (1781) simultánea a otros movimientos anticoloniales con reivindicaciones semejantes en casi toda la Sudamérica española, incluyendo la Rebelión de Túpac Amaru II, la Rebelión de Oruro en el Virreinato del Perú y la Rebelión de los comuneros en Nueva Granada. Todas ellas sofocadas.

## Orígenes
Esta insurrección tiene sus raíces en la crisis del sistema de dominación colonial en la segunda mitad del siglo XVIII y que el rey Carlos III de Borbón intentó controlar mediante políticas económicas, tendientes a fortalecer su poder político y a aumentar las rentas fiscales. Sin embargo, estas medidas, agudizaron las tensiones sociales y estimularon el estallido de revueltas a lo largo del imperio. Para mayo de 1781, por San Antonio,  San Cristóbal, en junio en La Grita circulan los primeros panfletos que instan a la insurrección:
“los principales lugares de este reino, cansados de sufrir las continuas presiones con que el mal gobierno de España nos oprime, con la esperanza de ir a peor según noticia, hemos resuelto sacudir tan pesado yugo y seguir otro partido para vivir con alivio”. 
Aunado a esto, desde Cúcuta y Pamplona legarían emisarios de los comuneros de El Socorro en la Nueva Granada. La comuna y su expresión social, los comuneros, no representa un fenómeno nuevo en los anales de la historia de Venezuela.
La presencia de sectores de la población vinculados a ideologías comunales vienen desde los mismos momentos en que estas cobran vida en el antiguo continente y es de ser así, los colonialistas europeos no lograron desarraigar del todo las prácticas de producción colectivas fuertemente arraigadas entre los descendientes de las culturas originarias en América. En las políticas de poblamiento del Nuevo Mundo, los colonialistas hubieron de aceptar en los repartos, encomiendas y lugares de fundación de pueblos, áreas  para la producción colectiva llamadas resguardos indígenas donde las prácticas de producción eran realmente colectivas, de allí, sobrevive ese espíritu colectivo, que más adelante se expresara en el movimiento de insurrección de los comuneros de los Andes venezolanos.
Revisando la documentación histórica de los casos de organización popular y la política Simón Rodríguez, célebre pedagogo venezolano del siglo XIX, hace referencia a  la Toparquía, en esta definición el gran pensador hace referencia del gobierno de la gente sobre el territorio que no es otra cosa, que la comuna.

## Avance del movimiento
El 30 de junio de 1781, se reúnen al margen del Río Táchira los representantes de la ciudad de San Antonio del Táchira y los rebeldes de la Villa de Cúcuta y Pamplona, constituyéndose un gobierno rebelde. Desde allí se extendió a Lobatera, se organiza una nueva administración integrada por labradores de modestos recursos. Para el 11 de julio los insurrectos de San Antonio,  San Cristóbal y Lobatera entran a La Grita y sitian la ciudad, despojan de su cargo a José Trinidad Noguera, administrador de la Real Hacienda, se posesionan del dinero existente en las arcas reales, reparten el tabaco entre el pueblo, someten a prisión a los españoles y gritenses opuestos al movimiento. Al día siguiente organizan el gobierno rebelde bajo el mando de Juan José García de Hevia.
Entre el 15 y el 25 de julio tomarían Bailadores, Guaraque, Pregonero, Tovar, Estanques, Lagunillas, El Morro, Acequias, Pueblo Nuevo y Ejido esta última liderada por Francisco Javier de Angulo, persona de gran prestigio en los sectores populares.
El 27 de julio llega a las afueras de Mérida una caravana de 600 hombres armados con escopetas, lanzas, sables y garrotes.
Al día siguiente la Expedición Comunera conformada por hombres y mujeres toman la ciudad. Estaban ahí representado todos los pueblos y comunas desde San Antonio del Táchira, hasta el cercano Ejido, una multitud de 1500 merideños encabezados por Tomás de Contreras, salieron a la entrada a darle la bienvenida. Se dirigieron a la plaza mayor y levantaron la Horca, se leyeron las Capitulaciones y se aclamaron las nuevas autoridades. Entre las primeras medidas estuvo dejar sin efecto los aumentos de impuestos y demás órdenes de la intendencia incluyendo derogar el estanco del tabaco, libertad de destilación del aguardiente y supresión del derecho dulce que gravaba la panela de azúcar. Detuvieron a funcionarios de la Real Hacienda, entre ellos a Don José Cornelio de la Cueva, a quien obligaron a entregar el papel sellado, barajas y dinero que tenía en su poder.
Saben los rebeldes que es indispensable seguir llevando la insurrección a los pueblos vecinos. La meta era extender el movimiento hasta Trujillo, Barinas, e incluso pretendía llegar hasta Caracas, bajo el lema "Viva el Rey y muera el mal gobierno" .
Hechos los preparativos en Mérida para marchar hacía Trujillo, partieron más de mil rebeldes el 7 de agosto de 1781 rumbo a Timotes, no sin antes remitir con esa misma fecha un mensaje al Ayuntamiento trujillano, dándole cuenta de sus éxitos y los beneficios que implicaban las Capitulaciones, explicándole sus intenciones de incorporar a los trujillanos al movimiento y la disposición de utilizar cualquier medio para cumplir dicho cometido.

## La derrota comunera en Trujillo
Sin oposición alguna, los rebeldes se apoderaron el 8 de agosto Timotes, pero el ambiente de tensión popular que existía en Trujillo era contraproducente, ya que los sectores desposeídos acogieron con agrado las noticias sobre el movimiento comunero, pero los ricos hacendados respondieron negativamente.  Sin embargo los pasquines del movimiento llegaron a Caracas y Maracaibo.
El Gobernador de Maracaibo Manuel de Ayala, como medida preventiva, ordena una expedición para evitar la invasión de Trujillo. El Capitán General de Venezuela Luis de Unzaga y Amézaga, es el que remite las instrucciones de la expedición en contra de los comuneros insurgentes, también desde la capital se emprende la llamada "Expedición de la Frontera", comandada por Juan de Salas.
Luego de la toma de Timotes por los comuneros, el 8 de agosto de 1781, los mismos intercambiaron comunicaciones con una delegación del mantuanaje trujillano, que se había instalado en la cercana población de La Mesa de Esnujaque con el fin de evitar el ingreso de los rebeldes a dicho territorio. La llegada a La Mesa de las fuerzas militares veteranas enviadas desde Maracaibo por el gobernador de la Provincia, Manuel de Ayala, el 16 de agosto, determinó que los comuneros desistieran de su propósito de entrar por la fuerza al territorio trujillano, retirándose los mismos a Mérida donde se atrincheraron, pusieron guardias y cortaron los caminos. Aunque Francisco Javier de Angulo se convirtió en el alma de la resistencia, con esto se truncaba la fase de expansión del movimiento rebelde y se daba inicio al proceso que culminaría con la desbandada de los insurgentes y la posterior campaña represiva desatada contra los mismos por las autoridades realistas.
A pesar de la derrota, los revolucionarios Vicente Aguiar, Juan José García de Hevia, Luis Vidalle y otros siguieron preparando un nuevo movimiento. Contreras afirma que en síntesis, la rebelión de los comuneros venezolanos fue mayoritariamente un movimiento de protesta contra los impuestos y abusos de los españoles, pero en su seno se generó un ala radical que llegó a plantear una crítica al régimen borbónico de dominación colonial.

## Final del movimiento
El levantamiento, aunque se orientó fundamentalmente contra los representantes de la Real Hacienda, tenía una tendencia general a cuestionar las duras condiciones de vida a que era sometida la mayoría popular. En la carta de la comuna de Mérida a sus capitanes, se observa esta tendencia. Existía de hecho un nivel de conciencia que explicaba la riqueza de la oligarquía (y de las mismas autoridades coloniales) como obtenida gracias, exclusivamente, a la explotación del trabajo ajeno. Los comuneros tomaron una serie de medidas para utilizar los bienes de los ricos hacendados de la región como sustento de las tropas rebeldes, acciones promovidas fundamentalmente por los jefes comuneros García de Hevia y Francisco Javier de Angulo.
Ya para el 11 de septiembre de 1781, la revuelta se encuentra prácticamente derrotada; el Gobernador de Maracaibo propone escuchar a los insurgentes e interceder en favor de aquellos que depongan las armas. Mientras tanto, en San Cristóbal el Ayuntamiento acuerda mantener su lealtad al Rey. Posteriormente el Cabildo de San Antonio apoya la decisión del organismo tachirense y el pueblo de Mérida redacta un comunicado dirigido a los jefes comuneros para que se sometieran a los planteamientos del Gobernador Ayala.
El 20 de enero de 1782, se inicia el expediente en contra de dichos jefes de la revuelta comunera de los Andes venezolanos. Para el 30 de junio de 1782, se pone en práctica el plan de captura de los rebeldes comuneros, obteniendo como resultado la detención de 27 de los 69 implicados, quienes son encarcelados en diferentes lugares de la ciudad de Caracas. El 31 de enero de 1783 el Rey  Carlos III "resuelve conceder indulto a los implicados en la rebelión de la provincia de Maracaibo, exceptuando a los cabecillas Juan García de Hevia, Silvestre Carnero, José Joaquín Medina, Miguel Suárez y Joaquín Yánez Caballero" [Enrique López. Los Comuneros de Mérida. p. 539].
La Real Compañía Guipuzcoana fue declarada extinta en 1785 como consecuencia de la aplicación de las reformas borbónicas que permitían el librecambio comercial entre España e Hispanoamérica. Al flexibilizar el monopolio existente el rey Carlos III  abrió al comercio 13 puertos de España con 27 de las colonias americanas.